# Pierre-Charles Fournier de Saint-Amant
Pierre Charles Fournier de Saint Amant foi um enxadrista francês, editor do Le Palamède e um representante da França para assuntos internacionais sobre xadrez.
Após a morte de Bourdonnais em 1840, St. Amant foi considerado o melhor enxadrista francês da época, mesmo não sendo tão forte quanto os predecessores de Bourdonnais.  Ele foi o primeiro secretário do governo da Guiana Francesa, até protestar contra o tráfico de escravos.
Depois disso, se tornou um mercador de vinhos e foi capitão da Guarda Nacional Francesa durante a revolução de 1848.  Em 1851, ele se tornou cônsul da California, oito anos depois do inglês Howard Staunton tê-lo derrotado.  Ele jogou duas partidas contra Howard Staunton em 1843. A primeira, em  Londres, venceu por 3.5-2.5, mas na revanche foi derrotado em Paris por 13-8. A segunda partida é algumas vezes considerada um Campeonato Mundial de Xadrez não-oficial.[carece de fontes?]